# The Dhimmi: Jews and Christians Under Islam
The Dhimmi: Jews and Christians Under Islam (ISBN 0-8386-3262-9) er en bog fra 1985 af den britisk / egyptisk forfatterinde, historiker og forsker Bat Ye'or.
Bogen er udgivet på Fairleigh Dickinson University Press.

## Indhold
Bogen er, som efterfølgeren The Decline of Eastern Christianity under Islam: From Jihad to Dhimmitude, opdelt i to sektioner. Den første del dokumenterer konsekvenserne af påtvunget dhimmitude på jødiske og kristne samfund under islamisk overherredømme i Mellemøsten.
Den anden del er en 244 sider samling af historiske dokumenter og primærkilder fra forskellige hovedsageligt muslimske kilder fra hele den muslimske verden, inklusive taler fra forskellige indflydelsesrige arabere, tekster fra forskellige middelalderkilder og øjenvidneberetninger af britiske embedsmænd op gennem flere århundreder. Afsnittet indeholder også sjældne fotografier af dhimmier og dhimmisamfund.

### Tese

#### Historisk fortilfælde
Bat Ye'or følger den historiske oprindelse bag begrebet tilbage til år 622 e.Kr., da Muhammed – Islams grundlægger – igangsatte en systematisk erobring af hedenske arabiske befolkninger og territorier på den Arabiske halvø. Det var på dette tidspunkt, han opsatte valget for de undertvungne befolkninger mellem konversion, døden eller trældom. Ved at sammenblande krig og religion, kunne han bruge og ensidigt ophæve aftaler med ikke-muslimer for at opnår politiske og eventuelt også territoriale fordele. Forfatteren Bat Ye'or mener Muhammed udnyttede ikke-angrebspagter som ly til at angribe og undertvinge andre befolkninger. I år 628, efter en 45 dage lang belejring af byen Khaybar, overgav byens befolkning sig under en traktat kendt som dhimma. Ifølge denne traktat tillod Muhammed jøderne at forblive med at kultivere deres land, på den betingelse, at de betalte en skat på halvdelen af deres afgrøder – men han reserverede sig rettigheden til at bryde denne overenskomst og fordrive dem, hvornår han skulle ønske dette. Denne overenskomst satte fortilfælde for fremtidige undertvingelser af andre folk. På denne vis blev indgåelse af aftaler for senere at bryde dem for taktisk fordel et kendetegn ved muslimske hære.

#### Muslimers indstilling til ikke-muslimer
I bogen angiver Bat Ye'or tre territoriale opdelinger som islamiske dogmer arbejder med
Krigens hus: området med ikke-muslimer (Harbi), kaldet for krigens land Dar al-Harb – hvor de vantro (ikke-muslimerne) skal bekriges eftersom de modsætter sig oprettelsen af islamisk lovgivning i deres land. Som Allahs fjender gives de ingen rettigheder; de – dem selv som slaver – og deres ejendomme kan ustraffet forfølges af alle muslimer. De kan ustraffet og med Allahs velsignelse blive taget som slaver, kidnappet og solgt for løsepenge, bestjålet, voldtaget, lemlæstet og dræbt. Der skal føres krig mod dem for at islamisere deres territorium, hvilke ifølge islam, skal erobres og gives til Allah. Hvis de modsætter sig, så giver islamisk lovgivning adgang til deportere eller massakrere mændene og at tage kvinderne og børnene som slaver.
Våbenhvilens hus: området med vantro som for tiden er i en tilstand af våbenhvile, mellem to krige. I princippet kan en våbenhvile med vantro ikke vare mere end ti år, hvorefter jihad skal genoptages. Der findes kun to omstændigheder der kan berettige indgåelse af en våbenhvile med vantro og den islamiske autoritet. Den første omstændighed er, når muslimerne er for svage til at kunne besejre de vantro og en våbenhvile vil tillade dem at omgruppere og forny deres styrke, før genoptagelse af krigen. Den anden omstændighed er, at hvor den vantro stat går med til at betale tribut til muslimerne eller på anden vis bidrage til at fremme islams sag. Med andre ord kan en våbenhvile kun autoriseres, hvis den hjælper med til at forbedre muslimernes situation og svække de vantros. Våbenhvile er ikke en naturlig tilstand; det købes med tribut. Og hvis de vantro ikke kan betale tribut for våbenhvile, så genoptages fjendtlighederne. Medvidere er kun traktater der følger islamiske normer gyldige, hvis disse ikke opfyldes, så er traktaten værdiløs.
Islams hus: området der er underlagt islam, hvor førhen frie ikke-muslimer nu må underlægge sig for at bibeholde deres liv og stoppe jihad mod dem. Disse personer gives en status kendt under betegnelsen dhimmi, der giver dem ret til en begrænset og privat udfoldelse af deres egen religion men også krav om at betale en speciel kopskat (Jizya), som muslimer var fri for, og ofte krav om at skulle bære særligt karakteristisk tøj og/eller tydelige mærkater (hvilke senere skulle give inspiration til nazisternes gule jødestjerne) og anerkende et sæt diskriminerende protokoller for opførelse der altid gav muslimer fortrinsret. Måden hvorpå disse regler for dhimmitude blev implementeret varierede afhængig af tid og sted, politiske omstændigheder og herskerens vilje. Der var perioder med tolerance der gav et mål af sikkerhed til dhimmierne. Imidlertid kunne dette hurtig skifte efter herskernes forgodtbefindende og som følge af fanatiske muslimer opildnet af islamiske gejstlige. Hvis en dhimmis succes i livet oprørte den lokale muslimsk befolkning til intolerance eller misundelse, endte det ofte i pogromer. Hele kristne samfund kunne pludselig se sig selv jaget ud, kvinder voldtaget, ublu løsesummer opkrævet, børn bortført og tvangskonverteret og i andre tilfælde massemord på dhimmibefolkningen.

### Regler for Dhimmier
Regler blev skrevet således at dhimmipersonen ikke blev stillet lige for loven. Diskriminerende og begrænsninger på tøj og udfoldelsesmulighederne blev indført og strengt opretholdt, for at fornedre dhimmien i fattigdom og desperation og til en status af dehumanisering. Forskellige former for fysisk mishandling var almindeligt udbredte. I mange tilfælde var dhimmipersonen tvunget til at gå i specielt letgenkendeligt tøj, så denne ikke kunne blande sig med muslimer eller endda bevæge sin ind i muslimske kvarterer, ibland sådanne regler kunne være forbud mod at have sko eller sandaler på, ikke at bruge specifikke farver, at have specielle stjerner placeret på tøjet, etc. Andre regler foreskrev hvordan en dhimmi måtte ride på æsel, så han kunne kendes fra muslimer. Dhimmier havde også ofte forbud mod at arbejde inden for en række forskellige fag.

#### Straf ved overtrædelse af dhimmireglerne
Overtrædelse af en af disse regler kunne medføre hård fysisk afstraffelse. Ofte kunne blot det at passere en muslim den forkerte vej medføre en prygl der efterlod dhimmipersonen dødeligt såret, og eftersom dhimmiere ikke kunne give vidnesbyrd mod en muslim, var der ingen som helst mulighed for at opnå retfærdighed.

## Bat Ye'or konklusioner
Bat Ye'or argumenterer i sin bog for, at pålægningen af islamiske sharialove på dhimmibefolkningen (ikke-muslimerne) er hovedårsagen til de jødiske og kristne samfunds nedgang i Mellemøsten, fra den syvende til det tyvende århundrede.

## Anmeldelser
Forfatter og historiker Daniel Pipes har skrevet:
I en dybtgående undersøgelse, som kulminationen på tre årtiers forskning, viser Bat Ye'or den ødelæggende konsekvens af den muslimske mening om egen overlegenhed over andre folk af andre religioner. Med forfatterens egne ord er det en "smertelig historie baseret på had, lidelse, heltemod, død, forræderi og fejhed.", det er også en historie der i høj grad stadig lever den dag i dag og skal konfronteres, hvis muslimer skal leve i harmoni med ikke-muslimer. Af denne grund er Bat Ye'ors værk af afgørende betydning.